# Trainee
Trainee [treini] é um termo da língua inglesa que define um tipo de cargo dentro da estrutura hierárquica de uma organização no qual ocorre o treinamento de um profissional para uma tarefa específica.

## Descrição
Este tipo de vaga é comumente atribuído a jovens executivos recém-formados em cursos técnicos e superiores. O cargo de trainee tem duração variada dependendo do programa da empresa, período em que o funcionário tem um tutor, recebe treinamentos e participa de cursos voltados à gestão de sua carreira, conhecimento de processos de uma ou mais áreas da empresa e à gestão de pessoas. Ao término do período, o funcionário pode ter um cargo mais alto e, consequentemente, uma maior remuneração, se comparado a um funcionário semelhante que não tenha participado do processo, com a função de familiarizar o jovem com os moldes culturais da empresa.